# Kasteel Laufenburg
Kasteel Laufenburg is een hoogteburcht in de gemeente Langerwehe in de Duitse deelstaat Noordrijn-Westfalen. Het kasteel is gelegen in de bossen van de noordelijke Eifel ten oosten van Wenau op een hoogte van 217 meter boven NN. Nabij het kasteel bevinden zich enkele weilanden in het verder beboste gebied.
Het kasteel was de vesting van de heren van Laufenburg, die afstamden van de hertogen van Limburg. De naam van het kasteel is vermoedelijk afgeleid van oude naam Löwenburg die nog te zien is in het wapenschild van de eerste eigenaren, de heren van 's-Hertogenrade. Zij bouwden in 1250 het kasteel, dat toen de meest oostelijke versterking van de hertogen van Limburg tegen de hertogen van Gulik en de keurvorsten van Keur-Keulen vormde. Aan het eind van de 17e eeuw werd het kasteel verwoest door de Fransen tijdens gevechten onder Lodewijk XIV. Het kasteel bleef bewaard als ruïne, maar werd in 1895 weer gerestaureerd.
Het gebouw bestaat uit een donjon met een ringmuur die gebouwd is op een smalle bergtop. Oorspronkelijk was de donjon vijf verdiepingen en 27 meter hoog. Het stamde uit de 14e en 15e eeuw. De ringmuur is tien meter hoog en heeft nog een grote toren en drie hoektorens overgehouden.
Tegenwoordig is het kasteel in gebruik als restaurant.